# Celia Sullohern
Celia Sullohern (* 5. Juli 1992 in Penrith City) ist eine australische Leichtathletin, die im Langstreckenlauf antritt.

## Sportliche Laufbahn
Erste internationale Erfahrungen sammelte Celia Sullohern bei den Crosslauf-Weltmeisterschaften 2011 in Punta Umbría, bei denen sie in der U20-Wertung in 20:20 min den 20. Platz belegte. Zwei Jahre später wurde sie bei den Crosslauf-Weltmeisterschaften 2013 in Bydgoszcz 91. 2018 nahm sie erstmals an den Commonwealth Games im heimischen Gold Coast teil und wurde dort in 15:34,73 min Fünfte im 5000-Meter-Lauf und erreichte mit neuer Bestleistung von 31:50,75 min den sechsten Platz über 10.000 Meter.
2017 wurde Sullohern Australische Meisterin im 10.000-Meter-Lauf sowie 2018 über 5000 Meter. Sie absolvierte ein Studium für Psychotherapie an der University of Newcastle.

## Persönliche Bestleistungen
- 5000 Meter: 15:34,42 min, 16. Februar 2018 in Gold Coast
- 10.000 Meter: 31:50,75 min, 9. April 2018 in Gold Coast
- Halbmarathon: 1:11:04 h, 7. Oktober 2018 in Cardiff